# Ilyophis nigeli
Ilyophis nigeli är en fiskart som beskrevs av Shcherbachev och Sulak, 1997. Ilyophis nigeli ingår i släktet Ilyophis och familjen Synaphobranchidae. Inga underarter finns listade i Catalogue of Life.